# Bojan Isailović
Bojan Isailović (serbisch-kyrillisch Бојан Исаиловић; * 25. März 1980 in Belgrad) ist ein serbischer Fußballspieler.

## Vereinskarriere
Isailović begann seine Karriere beim FK Roter Stern Belgrad als Ersatztorhüter. 2001 wechselte er zum FK Rad innerhalb von Belgrad. Nach vier Jahren bei Rad ging Isailović 2006 zum FK Sevojno Užice, wo er nur ein Jahr blieb, ehe er zum FK Čukarički wechselte. Sein Debüt für Čukarički gab der Torhüter am 11. August 2007 gegen Roter Stern Belgrad. Isailović wechselte im Januar 2009 zum türkischen Klub Gençlerbirliği Ankara. Dort wurde ihm jedoch sein Vertrag im August 2009 gekündigt. Von Oktober 2009 bis Dezember 2009 spielt er wieder für den serbischen Verein FK Čukarički. Im Januar 2010 unterschrieb er einen Vertrag beim polnischen Erstligisten Zagłębie Lubin.

## Nationalmannschaft
International spielte Isailović bereits viermal für die serbische Fußballnationalmannschaft. Sein Debüt gab er am 14. Dezember 2008 beim Freundschaftsspiel gegen Polen (0:1). Bei der WM 2010 in Südafrika war er Ersatztorhüter von Vladimir Stojković und wurde in keinem der drei Spiele der serbischen Mannschaft eingesetzt.